# Perakia siebersia
Perakia siebersia är en insektsart som beskrevs av Willemse, C. 1936. Perakia siebersia ingår i släktet Perakia och familjen gräshoppor. Inga underarter finns listade i Catalogue of Life.